# Château d'Assas (Hérault)
Ne doit pas être confondu avec le Château d'Assas (Gard).
Le château d'Assas est une folie montpelliéraine du XVIIIe siècle située à Assas, à quelques kilomètres au nord de Montpellier, dans le département français de l'Hérault en région Occitanie.

## Historique
Les seigneurs d'Assas sont mentionnés dès le début du XIIe siècle. Le domaine est vendu en 1486 par Hugues d'Assas à Guillaume Bonnal, marchand montpelliérain, auquel succèdent ensuite plusieurs propriétaires : les Pluviès, la famille Montchal, enfin Joseph de Boyer, marquis de Sorgues, lieutenant du roi en Languedoc. Celui-ci le vend en 1747 à Jean Mouton de la Clotte.
Le nouveau propriétaire est issu d'une famille de modestes marchands ayant fait fortune à Montpellier. Devenus banquiers, les Mouton sont anoblis au début du XVIIIe siècle et achètent le château de la Clotte dont ils prennent le nom. Jean Mouton de la Clotte décide de faire abattre le château féodal d'Assas qu'il vient d'acheter et d'y faire construire une résidence d'été en 1759-1760. C'est l'édifice que nous connaissons aujourd'hui.
Ses descendants conserveront le château d'Assas jusqu'à la Révolution. Cette période ne provoquera guère de dommages : en 1789, quelques révolutionnaires pénètrent dans le bâtiment et martèlent aux frontons les armoiries des Mouton (deux moutons affrontés sous un olivier), activité bien vite interrompue par les villageois venus défendre leur château.
Au cours du XIXe siècle, divers autres occupants vont se succéder et effectuer des transformations plus ou moins heureuses mais aucune n'est dommageable à l'édifice. Durant les années 1920, Patrick Geddes en fait l'acquisition afin d'en faire un centre d'études consacré à l'urbanisme, projet qu’il n’eût pas le temps d’accomplir, transformé en collège dans les années 1920, il a été ensuite acquis par un antiquaire, Mr Leconte-Normand. Il fut ensuite occupé et mutilé par les Allemands pendant la Deuxième Guerre Mondiale.
En 1949, il devint propriété de l’archéologue Robert Demangel Robert Demangel, professeur à l’université de Montpellier puis directeur de l'École française d'Athènes et de son épouse Simone-Thérèse Simone Demangel, qui s’était engagée durant l’occupation dans les réseaux de résistance et la protection de familles juives contre les persécutions. Il appartient aujourd'hui à ses héritiers.
En 1991, le château servit de cadre au tournage des films : La Belle Noiseuse de Jacques Rivette et l'année suivante pour Retour de Casanova d'Édouard Niermans. 
Il se visite lors des Journées du Patrimoine.

## Description

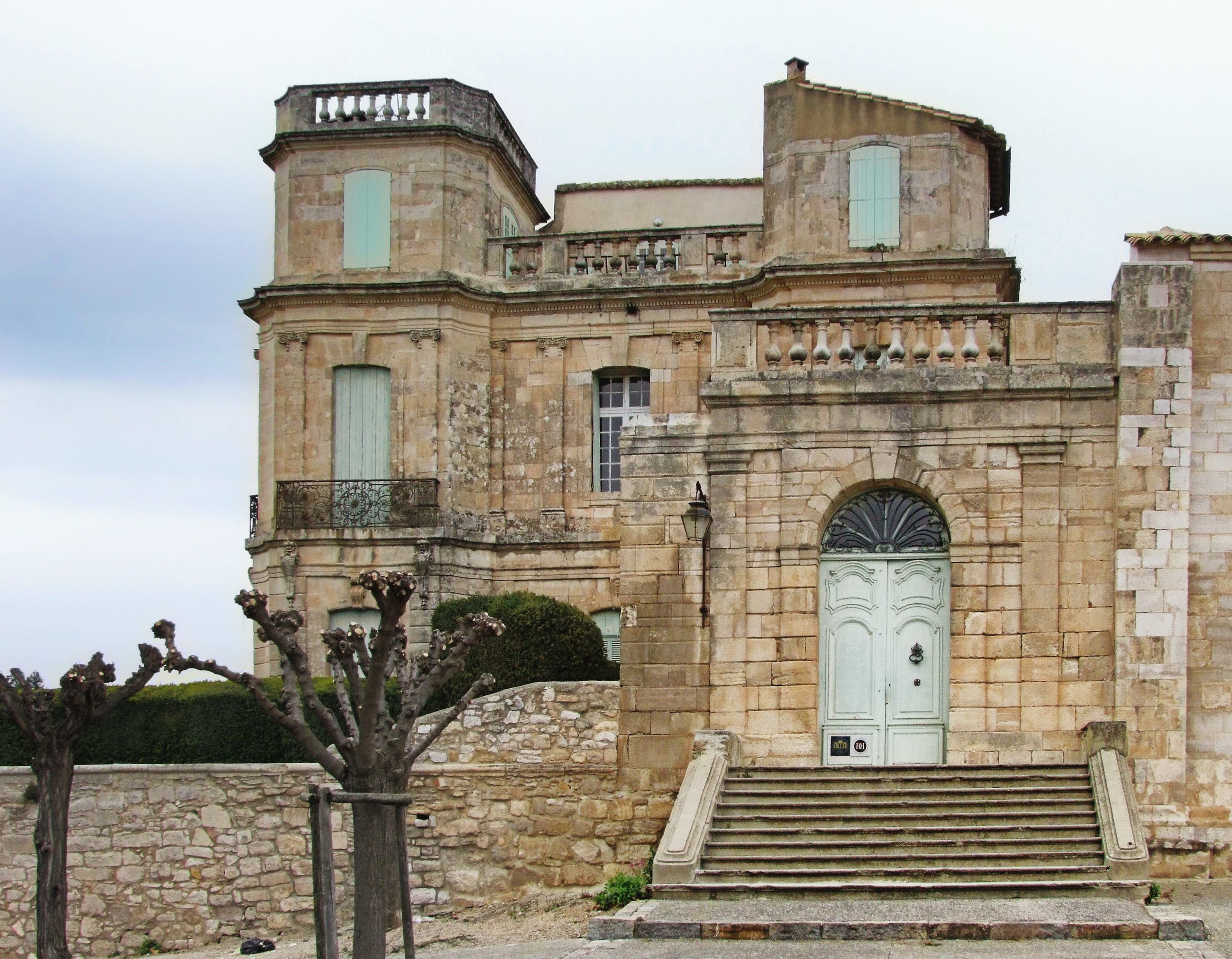

On attribue la paternité du château d'Assas à Jean-Antoine Giral, membre d'une influente dynastie d'architectes montpelliérains. L'élégance et la technique du dessin de la façade rendent l'hypothèse plausible. Celle-ci est flanquée de deux pavillons à pans coupés, dotés d'un étage supplémentaire dominant le corps central. Le rythme est accentué par des pilastres ioniques en ordre colossal, couronné d'une balustrade de pierre.
La démolition du château de la Mosson, en 1758, ayant précédé de peu la construction d'Assas, divers éléments provenant de cet édifice ont été remployés, notamment la ferronnerie des balcons du premier étage et un grand lustre. Les boiseries qui décoraient le grand salon ovale du château d'Assas, elles aussi en provenance du château de la Mosson, ne sont cependant plus visibles : elles ont été vendues au XIXe siècle.
L'intérieur a conservé sa disposition et les circulations d'origine.
Le salon de musique
En remplacement des boiseries du château de la Mosson, vendues au XIXe siècle, Mr Leconte-Normand a installé de grandes toiles peintes de Jacques de la Joüe, illustrant les arts dans le salon de musique authentique du XVIIIème. Son acoustique naturelle et équilibrée est idéale pour les instruments baroques et met en valeur la richesse tonale du clavecin historique sur lequel ont été réalisés de nombreux enregistrements.
Ce salon présente un petit orgue positif baroque et, surtout, un clavecin du XVIIIe siècle dont le son peut s'entendre dans maints enregistrements discographiques des clavecinistes Pierre Hantai, Elisabeth Joyé, Fréderic Hass, Benjamin Alard, Emmanuel Arakélian, Jean Rondeau, Justin Taylor et Scott Ross qui revenait régulièrement au château d'Assas où il avait sa chambre, dans la tour sud-ouest, jusqu'en 1983. Hôte privilégié du château d'Assas, il vécut pendant des années et décéda,,dans une petite maison en face du château.
La famille Demangel continue d'y cultiver une riche histoire musicale, grâce notamment à une collection d'instruments anciens à clavier et particulièrement, donc, cet exceptionnel clavecin anonyme français du XVIIIe siècle.
Les décors
Le château est reconnu pour ses décors intérieurs remarquablement conservés ainsi que ses façades, dont les garde-corps en fer forgé proviennent du château de la Mosson, démoli en 1758, tout comme le grand lustre du salon de musique. Une ravissante statue, en terre cuite, des « Indes Galantes » orne la salle à manger.
S'agissant d'un château « de village », les jardins occupent une surface réduite. D'imposants buis taillés du XVIIIe siècle en sont le principal décor.

## Le clavecin
Discographie (extraits)
La discographie du clavecin d’Assas est importante et la plupart des enregistrements ont reçu un accueil enthousiaste de la critique et de nombreuses récompenses discographiques. 
Scott Ross : 
Jean-Philippe Rameau, intégrale des œuvres pour clavecin en 1975 (12 volumes) chez STIL.  
François Couperin, intégrale de l’œuvre pour clavecin en 1977-1978 (12 volumes) chez STIL 
Elisabeth Joyé : Jacques Duphly, Pièces de clavecin 
Fréderic Hass : Domenico Scarlatti, 21 sonates de la maturité chez Caliope 
Jean Rondeau : Vertigo, œuvres de Jean-Philippe Rameau et Pancrace Royer chez Erato 
Benjamin Alard : A la Française, Volume 3 de l’intégrale Jean-Sébastien Bach chez Harmonia Mundi 
Justin Taylor : Bach et l’Italie chez Alpha 
Emmanuel Arakélian : Louis Marchand, Pièces de clavecin chez Mirare 

## Classement
L'ensemble comprenant le château et ses deux galeries fait l’objet d’un classement au titre des monuments historiques depuis le 14 septembre 1937. Les façades et toitures de la tour-pigeonnier font l’objet d’une inscription au titre des monuments historiques depuis le 10 avril 1989.

## Le chevalier d'Assas
Une croyance associe souvent Louis d'Assas du Mercou (1733-1760), dit le chevalier d'Assas, au château dont il porte le nom. Voltaire a raconté la fin héroïque de ce militaire à la bataille de Clostercamp :

« Le général français [le marquis de Castries] fait coucher son armée sous les armes ; il envoie à la découverte pendant la nuit M. d'Assas, capitaine au régiment d'Auvergne. À peine cet officier a-t-il fait quelques pas, que des grenadiers ennemis en embuscade l'environnent et le saisissent à peu de distance de son régiment. Ils lui présentent la baïonnette, et lui disent que s'il fait du bruit il est mort. M. d'Assas se recueille un moment pour mieux renforcer sa voix et crie A moi Auvergne, voilà les ennemis ; il tombe aussitôt percé de coups. Ce dévouement digne des anciens Romains aurait été immortalisé par eux. »

Si le chevalier d'Assas est bien issu de la famille dont le château porte son nom, il appartient à une branche émigrée au Vigan, dans le Gard, à la fin du XIVe siècle. Aucune source n'indique que ce jeune homme soit venu au château. Au demeurant, la seigneurie n'appartenait plus aux d'Assas depuis près de trois siècles.

## Galerie

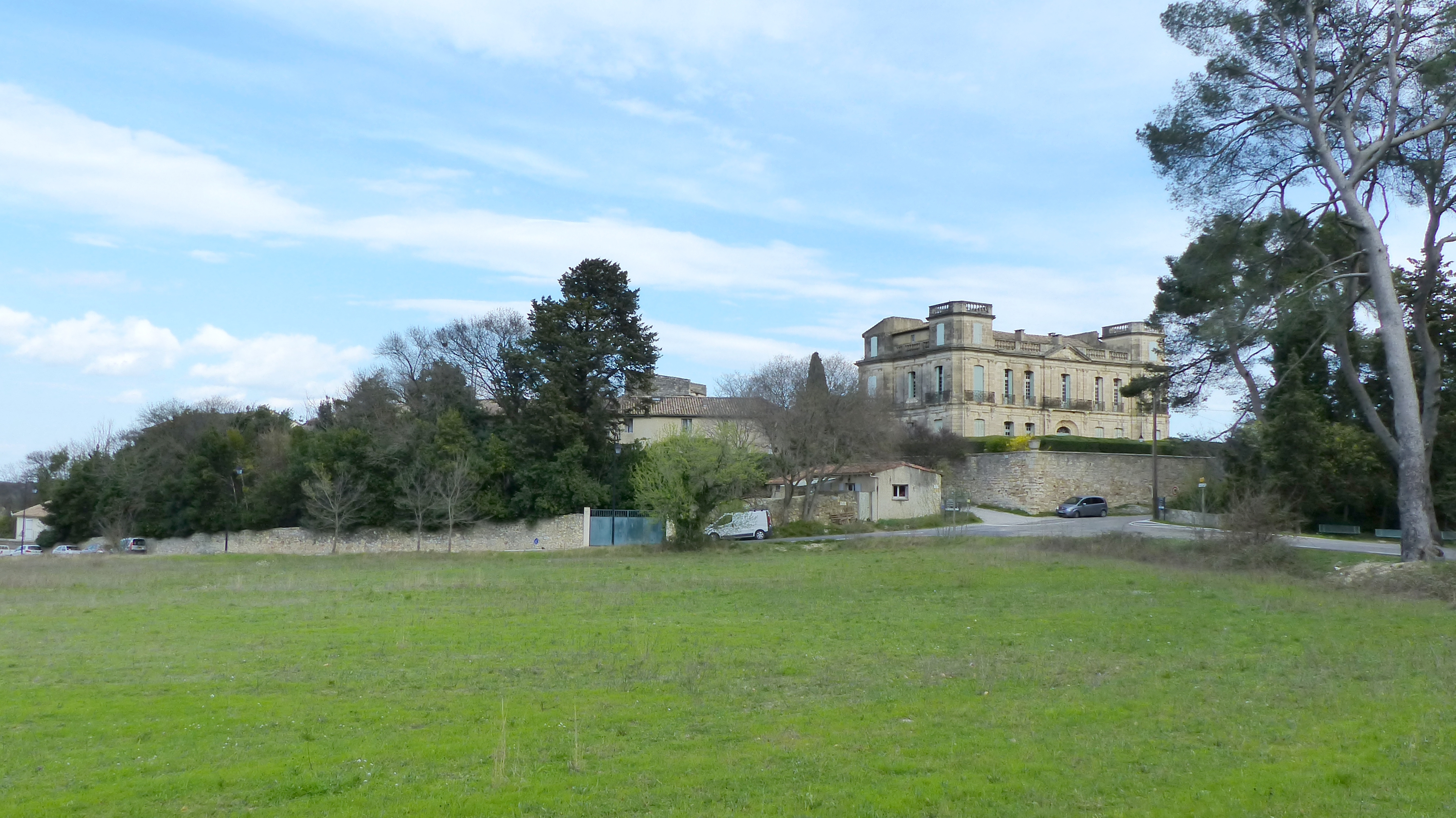
Vue globale du château.
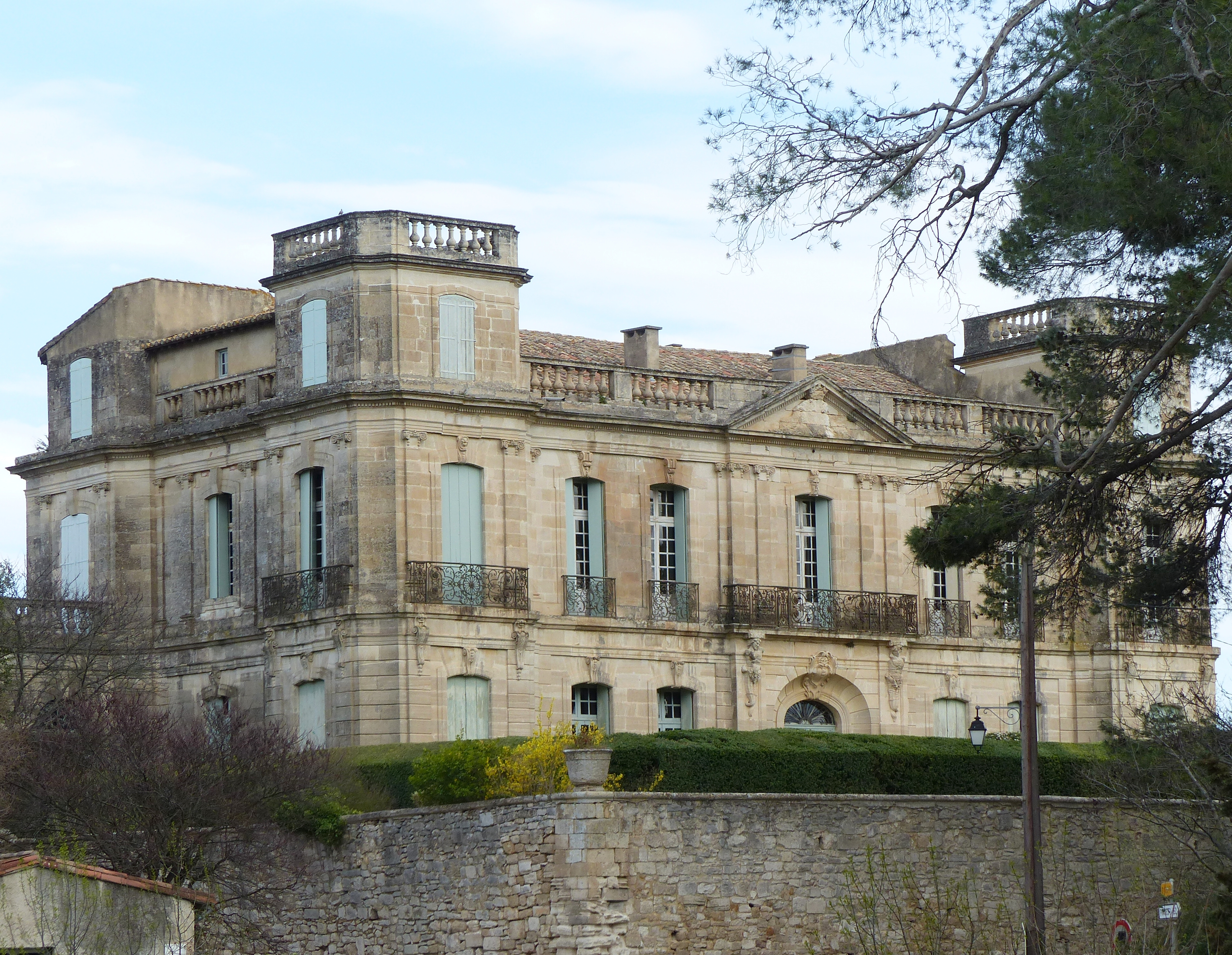
Vue générale du château.
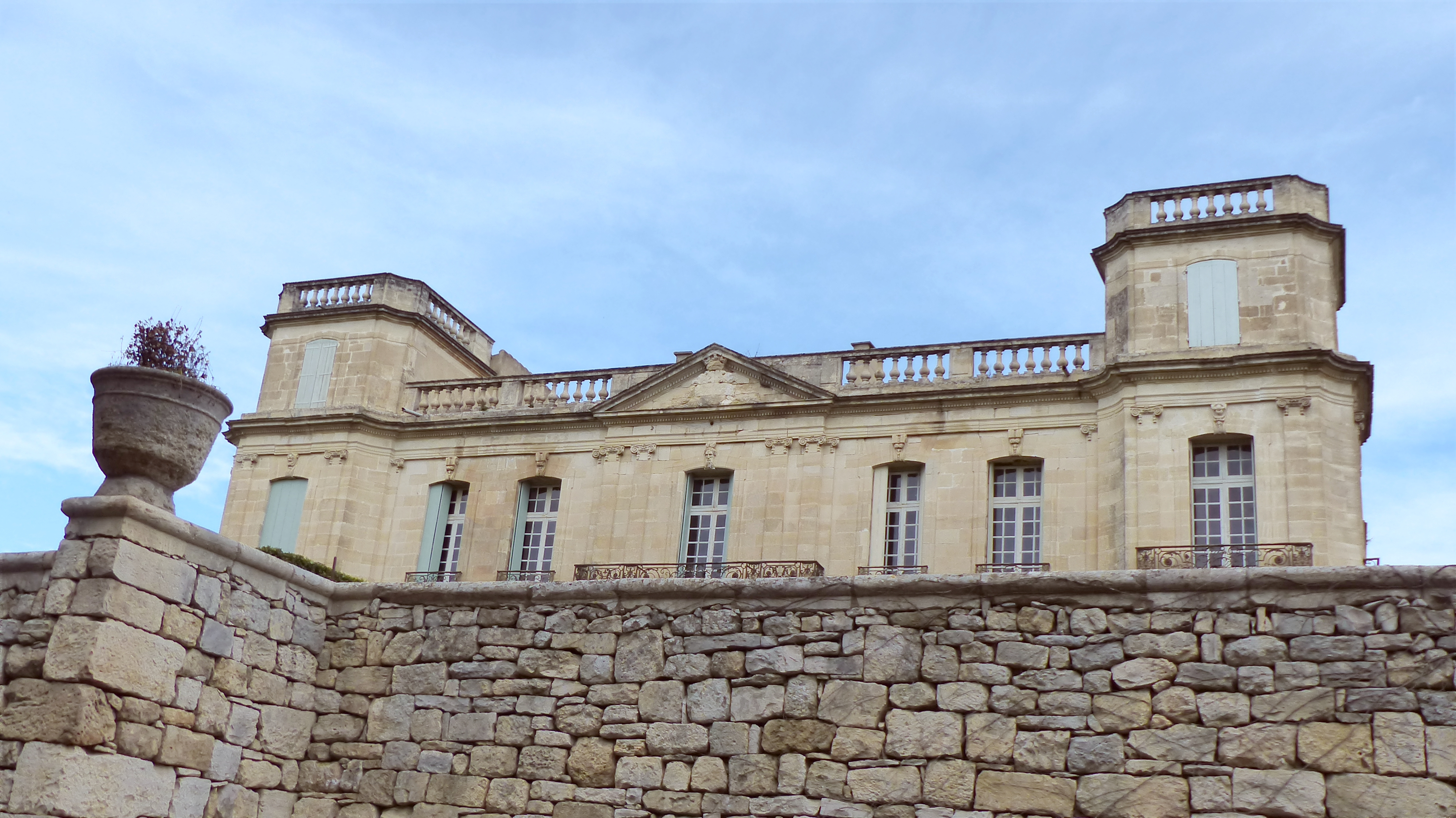
Vue générale du château.
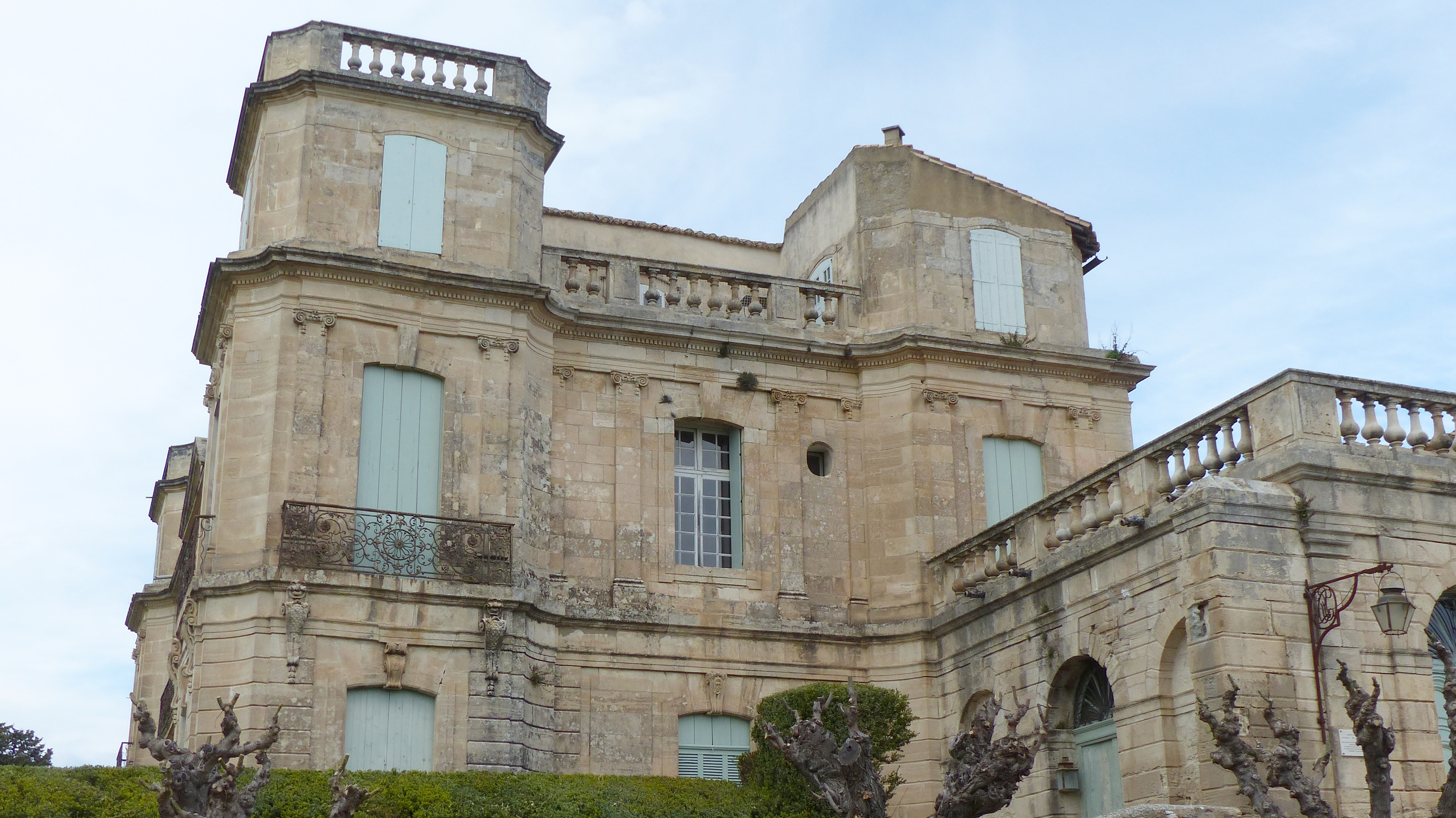
Vue générale du château.
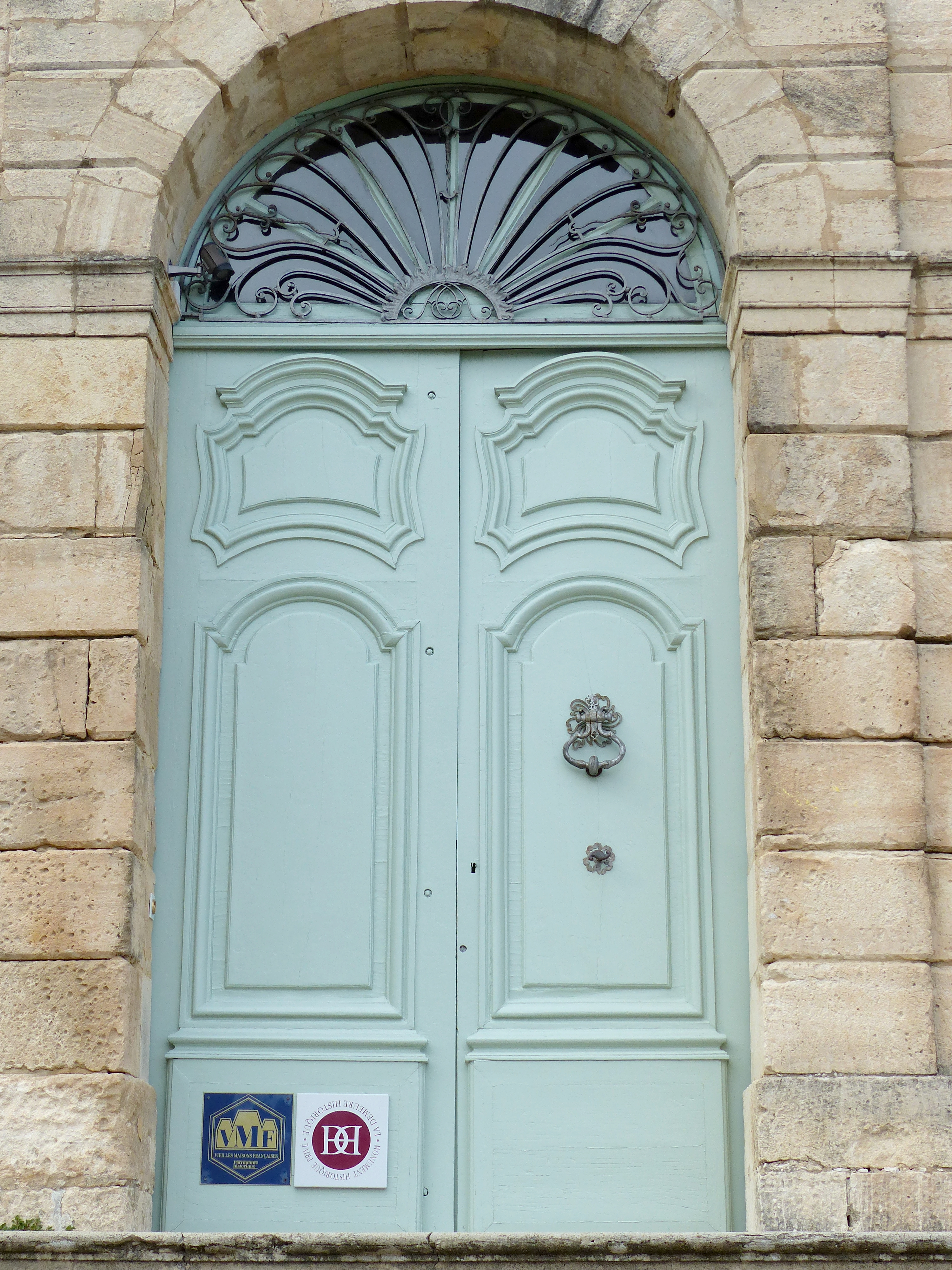
Vue détaillée de la porte d'entrée.
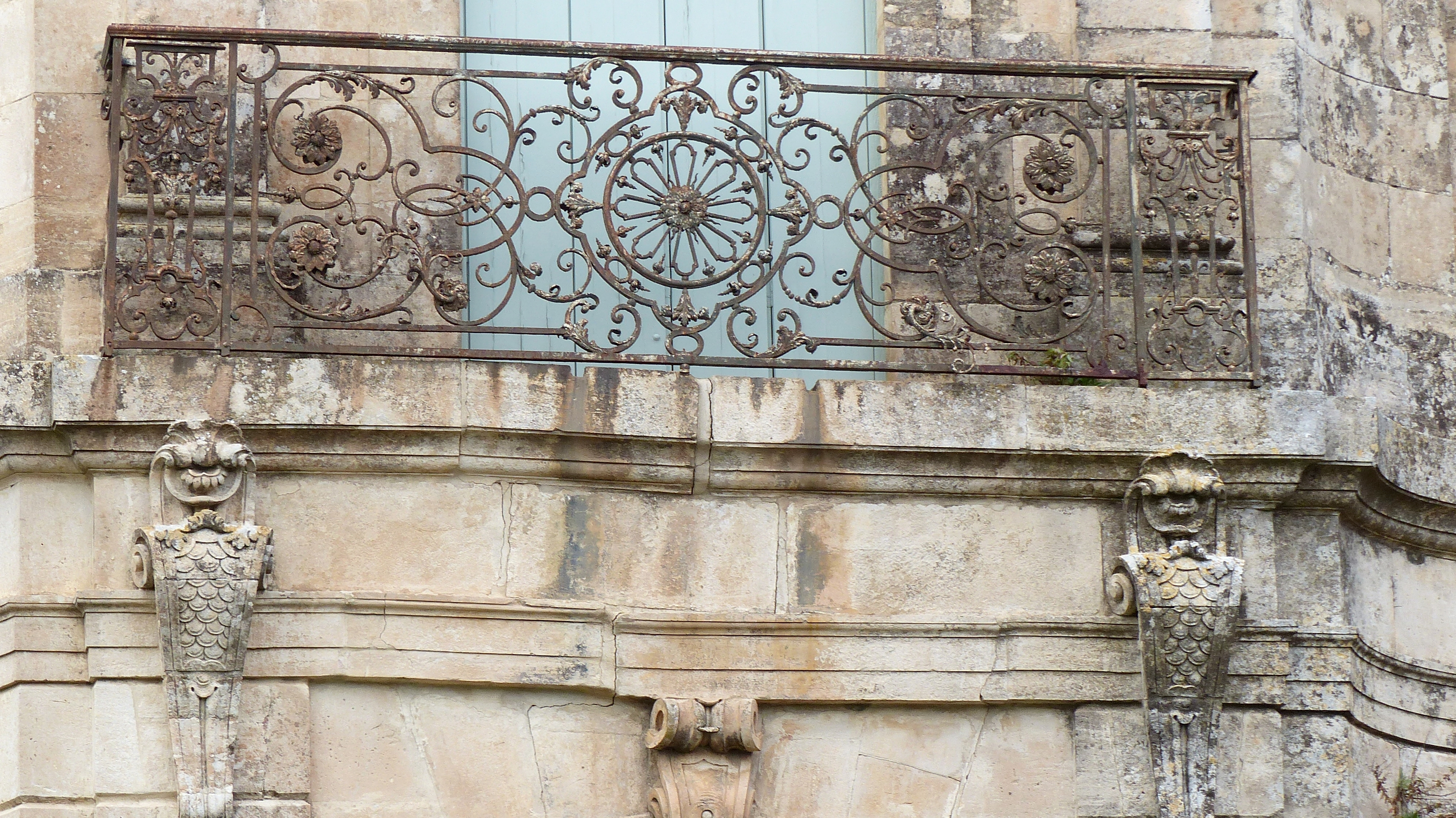
Vue détaillée d'un des balcons.
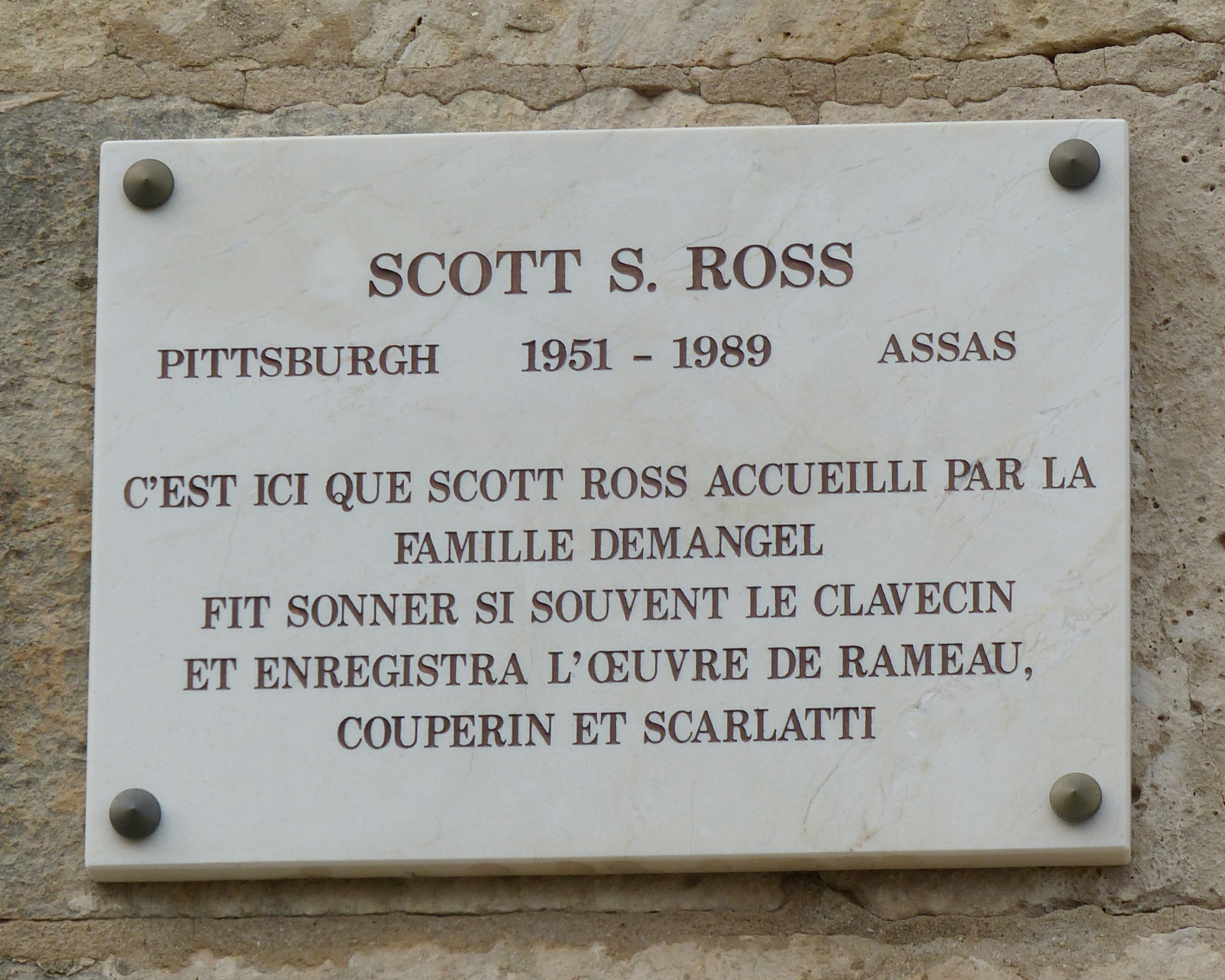
Plaque commémorative Scott Ross

### Discographie
- Jean-Philippe Rameau, Intégrale des œuvres pour clavecin au château d'Assas, Scott Ross, 1975, Stil Discothèque 2107 S 75 (LPx4)
- François Couperin, Intégrale de clavecin au château d'Assas, Scott Ross, 1977 et 1978, Stil Audio Numérique 1502 SAN 03 (CDx12)
- Au temps de François Couperin, 14 pièces sonnantes sur le clavecin d'Assas, Scott Ross, 1993, Stil Audio Numérique 0607 SAN 92 (CD)